# Cebrennus rungsi
Cebrennus rungsi är en spindelart som beskrevs av Jäger 2000. Cebrennus rungsi ingår i släktet Cebrennus och familjen jättekrabbspindlar.
Artens utbredningsområde är Marocko. Inga underarter finns listade i Catalogue of Life.